# Pohránovský rybník
Pohránovský rybník se nalézá v katastru obce Srch asi 0,5 km jižně od její místní části Pohránov. Rybník je obklopen podmáčenými loukami a rákosinami, které jsou chráněny jako přírodní památka U Pohránovského rybníka. Samotný Pohránovský rybník však není součástí této přírodní památky. Rybník je využíván pro chov ryb.

## Historie
Rybník byl postaven za vlády Pernštejnů okolo roku 1500 a patřil do pardubické rybníkářské soustavy, která čítala 230 vodních ploch a vodu do ní přiváděl Opatovický kanál. Samotný rybník je napájen jednou z větví Opatovického kanálu zvaná Velká strouha.

## Galerie

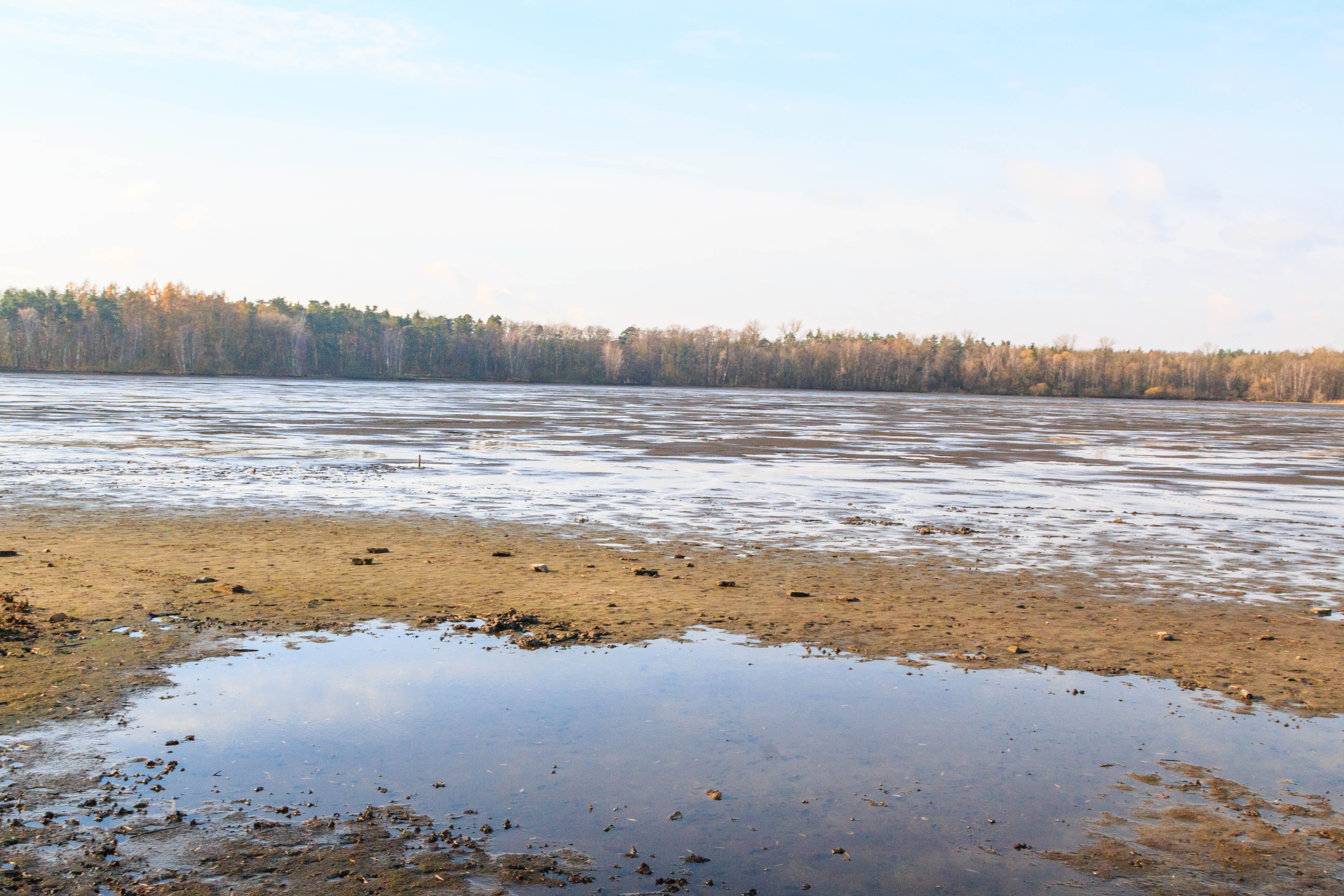
Pohránovský rybník
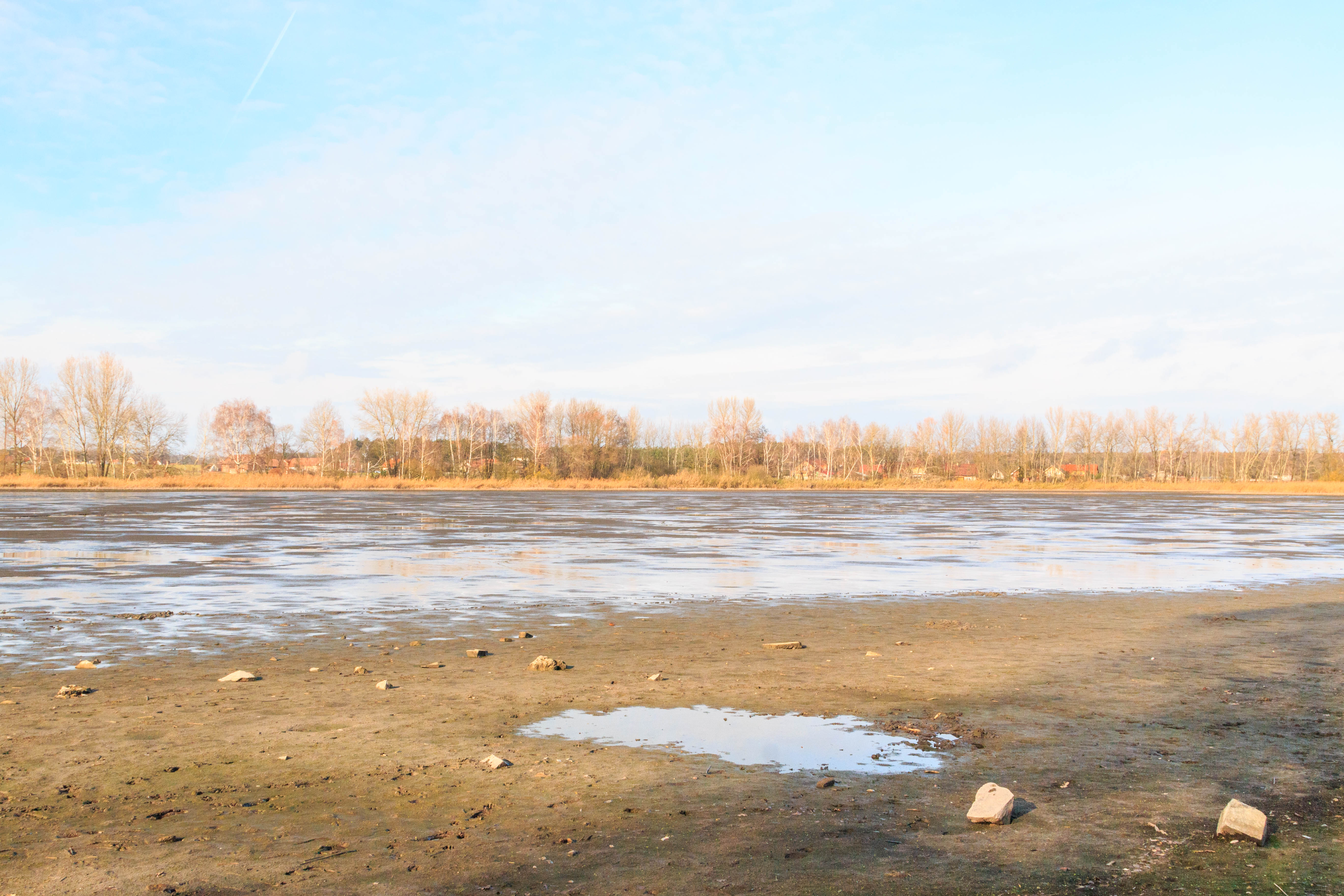
Pohránovský rybník
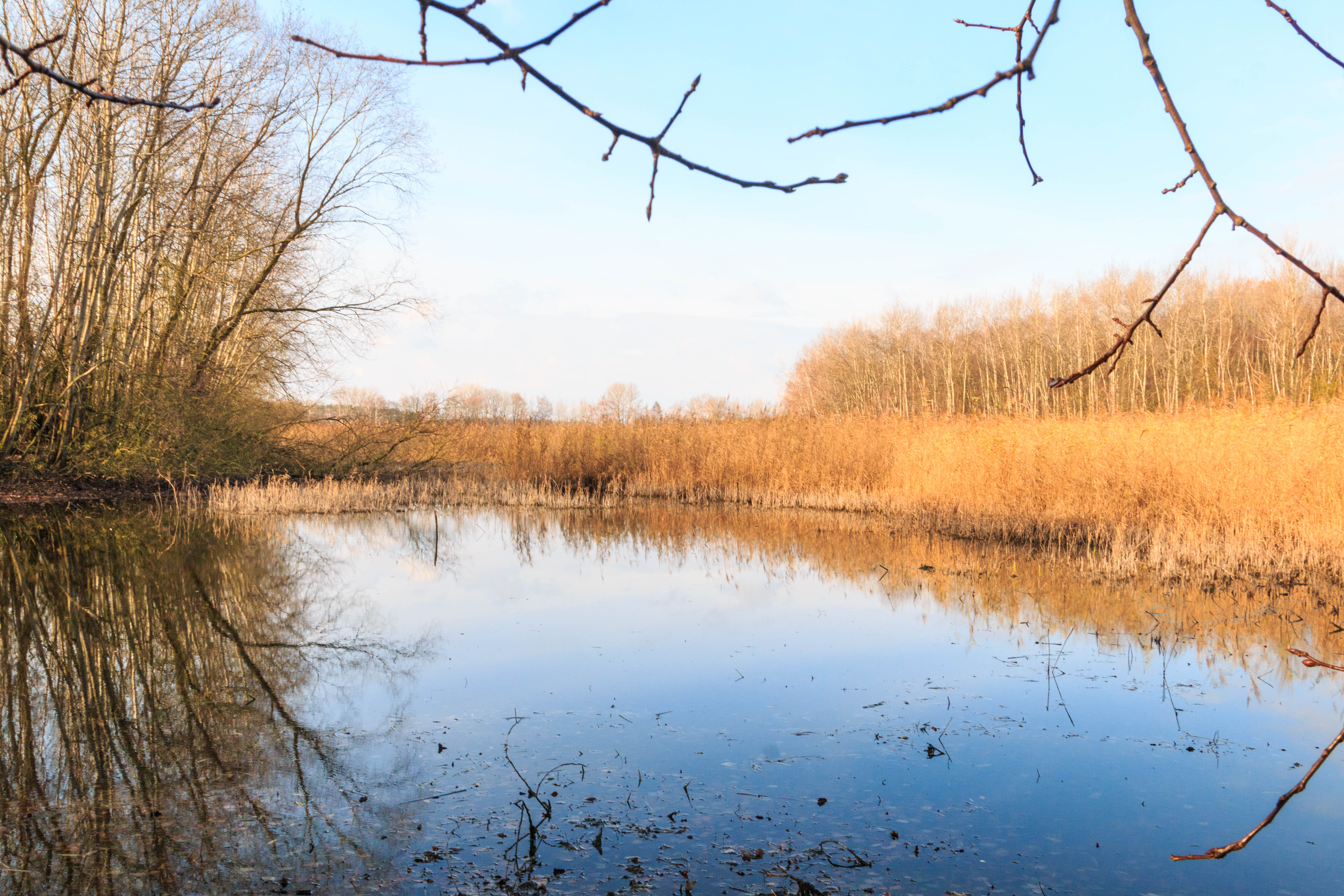
Pohránovský rybník
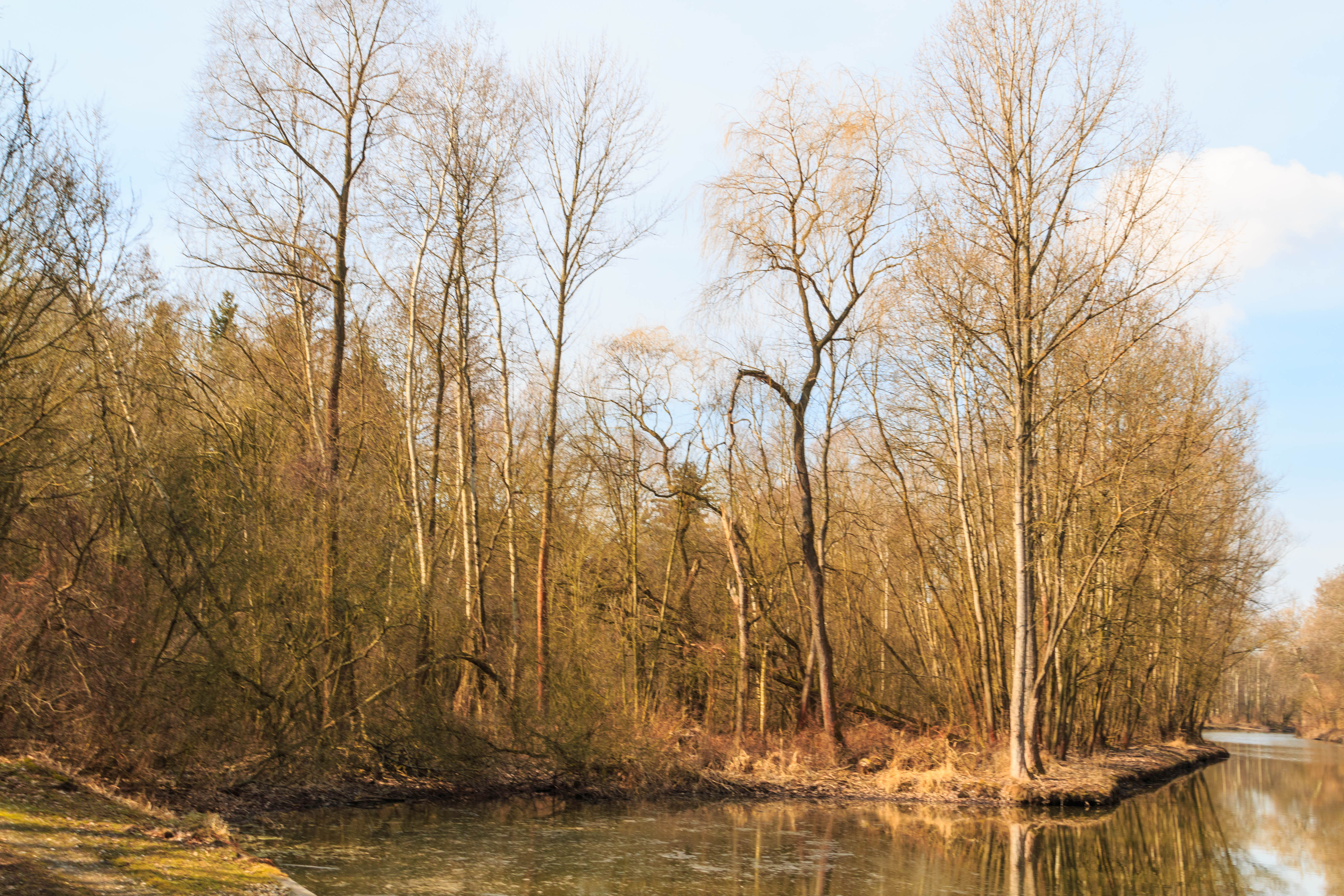
Pohránovský rybník